# Associação de Atletismo de Aveiro
A Associação de Atletismo de Aveiro (AAA) é uma organização regional de Atletismo, sócio efectivo da Federação Portuguesa de Atletismo e membro do Agrupamento das Beiras. É da sua competência a regulação e promoção do atletismo no Distrito de Aveiro.